# 세계무예마스터십
세계무예마스터십은 영어로는 ‘World Martial Arts Marsterships’으로 ‘Masterships’으로 약칭하고 있다.
World Martial Arts Marsterships의 ‘World’는 ‘세계’를 의미하여 국제 경쟁을 말하고, ‘Martial Arts’는 ‘무예’라는 경기의 핵심특징을 보여주고 있으며 ‘Marsterships’는 경쟁 자체를 상징하고 있으며, 세계무예마스터십의 주제는 ‘세계무예의 조화(Harmony of World Martial Arts)’이다.
세계무예마스터십은 세계 유일의 국제종합무예경기대회로서, 세계 최고 수준의 무예인들이 참가하는 종목별 경기대회, 연무 그리고 기록경기로 이루어진다. 이 대회의 주제는 세계무예마스터십위원회(WMC, World Martial Arts Mastership Committe)이다. 
제1회 대회는 2016청주세계무예마스터십으로 2016년 9월 2일부터 9월 8일까지 7일간, 대한민국 충청북도 청주에서 ‘무예로 하나로, 무예로 세계로“를 주제로 15개 정식종목과 2개의 특별종목에 81개국 2,000여명이 참가하여 성공적으로 개최하였다. 성화는 충청북도 상당산성에서 채화되었다. 이로써 백제시대부터 천년의 세월을 품고 있는 충청북도와 청주시를 대표하는 유적지인 상당산성은 그리스의 헤라신전처럼 세계무예마스터십의 첫 성화 채화지로 기록되었다.
제2회 대회는 “2019충주세계무예마스터십”으로 2019년 8월 30일부터 9월 6일까지 8일간 대한민국 충청북도 충주시 일원에서 ‘시대를 넘어, 세계를 잇다 (Beyond the Times, Bridge the World)’를 주제로 열린다. 22개 종목, 100여개국 4,000여명의 국가를 대표하는 최고 기량의 선수가 참가할 예정이며 국제무예영화제, 충주무술축제, 국제무예웰빙컨벤션 등 다양한 부대행사도 동시에 개최된다.
2021년 2023년 3회 대회 개최국가와 도시는 2020년 WMC총회에서 발표될 예정이다.